# Boeing 777
Boeing 777 (Triple Seven или T7 — «Три семёрки») — семейство двухдвигательных широкофюзеляжных пассажирских самолётов для авиалиний большой протяжённости. Самолёт разработан в начале 1990-х, совершил первый полёт в 1994 году, в эксплуатации с 1995 года.
Самолёты этого типа способны вместить от 305 до 550 пассажиров, в зависимости от конфигурации салонов, и имеют дальность полёта от 9100 до 17 500 километров. На Boeing 777 установлен абсолютный рекорд дальности для пассажирских самолётов: 21 601 км.
Boeing 777 — самый крупный в мире двухмоторный турбовентиляторный пассажирский самолёт. Его двигатели General Electric GE90-115BL (от 777-200LR, 777-300ER и 777F) — одни из самых крупных и самых мощных в истории авиации турбовентиляторных двигателей. Отличительная особенность — шестиколёсные стойки шасси, а также отсутствие стандартных для авиалайнеров его класса больших винглетов.

## Аэродинамическая схема
Двухмоторный турбовентиляторный низкоплан нормальной аэродинамической схемы со стреловидным крылом, двумя подвешенными под крылом турбовентиляторными двигателями в отдельных мотогондолах и однокилевым оперением.

## История самолёта

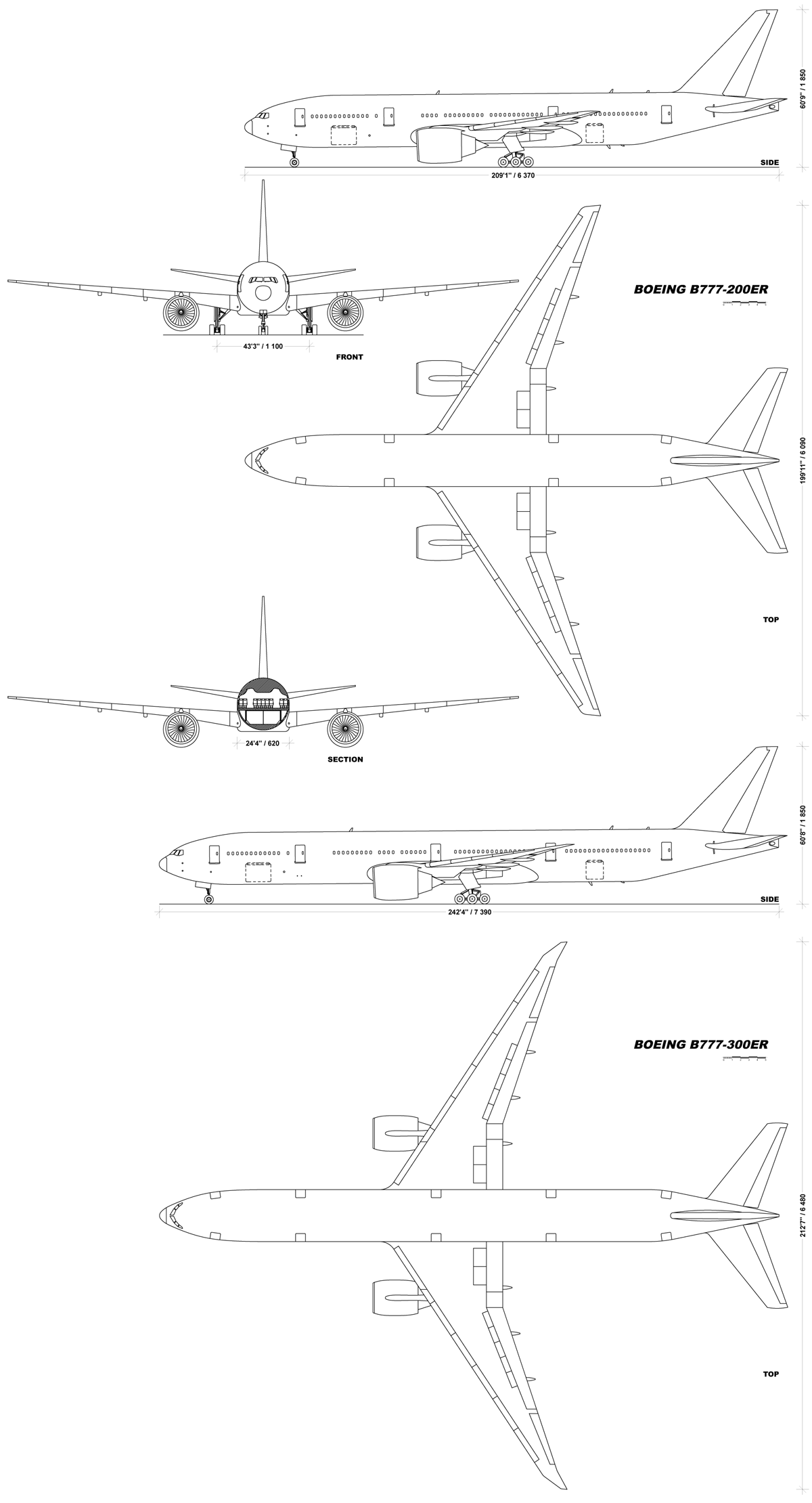
Boeing 777 в трёх проекциях

В середине 1970-х годов Boeing следовало представить ряд новых самолётов, которые должны были обновить или дополнить линейку самолётов, которые выпускались на тот момент компанией. Этими новыми машинами должны были стать: двухмоторный 757, планировавшийся на смену 727, двухмоторный 767, который должен был составить конкуренцию A300 компании Airbus, и, наконец, трёхмоторный 777, который задумывался как конкурент для McDonnell Douglas DC-10 и Lockheed L-1011. Этот самолёт задумывался как доработанный вариант 767 с переделанным крылом и хвостовой частью. Планировалось создать два основных варианта: ближнемагистральный самолёт, который был бы способен перевозить до 175 пассажиров на расстояние в 5000 километров, и межконтинентальный лайнер, перевозящий то же количество пассажиров на расстояние до 8000 километров.
Работа над двухмоторными самолётами вскоре была начата, а вот проект 777 заморожен, так как возникли трудности с проектированием хвостовой части самолёта, и компания кроме того решила сосредоточиться на более коммерчески перспективных 757 и 767. В результате, когда обе машины стали сходить с конвейера, стало ясно, что в линейке самолётов Boeing недостаёт звена. Остро встала необходимость иметь самолёт, который находился бы в нише между такими машинами, как Boeing 767-300ER и Boeing 747-400. Тем более, что DC-10 и L-1011 были разработаны ещё в 1960-х годах и в скором времени должны были исчезнуть с рынка. Ситуация усугублялась для Boeing ещё и тем, что компания Airbus приступила к разработке своего A330, который как раз и должен был заполнить освобождающийся рынок.
Поначалу Boeing планировал просто доработать 767, в результате чего появился концепт так называемого 767-X. Он был во многом сродни 767, но имел более длинный фюзеляж, большее крыло и мог перевозить порядка 340 пассажиров на расстояние до 13,5 тыс. километров.
Но авиакомпании не были впечатлены новым самолётом. Они хотели иметь самолёт, способный летать и на более короткие расстояния и конфигурацией салона, схожей с Boeing 747, которую, кроме того, можно было бы менять, добавляя или убирая необходимое количество пассажирских мест в салоне того или иного класса. Ещё одним необходимым условием было снижение затрат на эксплуатацию — они должны были бы быть значительно ниже, чем у 767. В результате первоначальный проект был сильно переработан и на свет появился двухмоторный Boeing 777.
С самого начала работа над 777 сильно отличалась от предыдущих разработок Boeing. Впервые авиакомпании и пассажиры приняли активное участие в разработке. Их мнение ставились во главу угла, и в результате получившаяся машина, по признанию самого Boeing, стала самой потребительски ориентированной машиной в мире.
Boeing 777 стал первым коммерческим авиалайнером, на 100 % разработанным на компьютерах. За всё время разработки не было выпущено ни одного бумажного чертежа, всё было изготовлено с помощью трёхмерной конструкторской системы, известной сейчас как CATIA. Самолёт был предварительно собран в компьютере, что позволило избежать большого количества ошибок при производстве.
Разработка самолёта началась в 1990 году и сразу же поступил первый заказ от United Airlines. В 1995 году первый 777 приступил к выполнению коммерческих рейсов. На 2018 год 777-200LR — самолёт, способный совершать самые длительные пассажирские полёты в мире.
6 марта 2012 года тысячный Boeing 777 получила авиакомпания Emirates — крупнейший эксплуатант модели. На май 2019 года в её авиапарке 158 самолётов модели 777.

## Конструкция

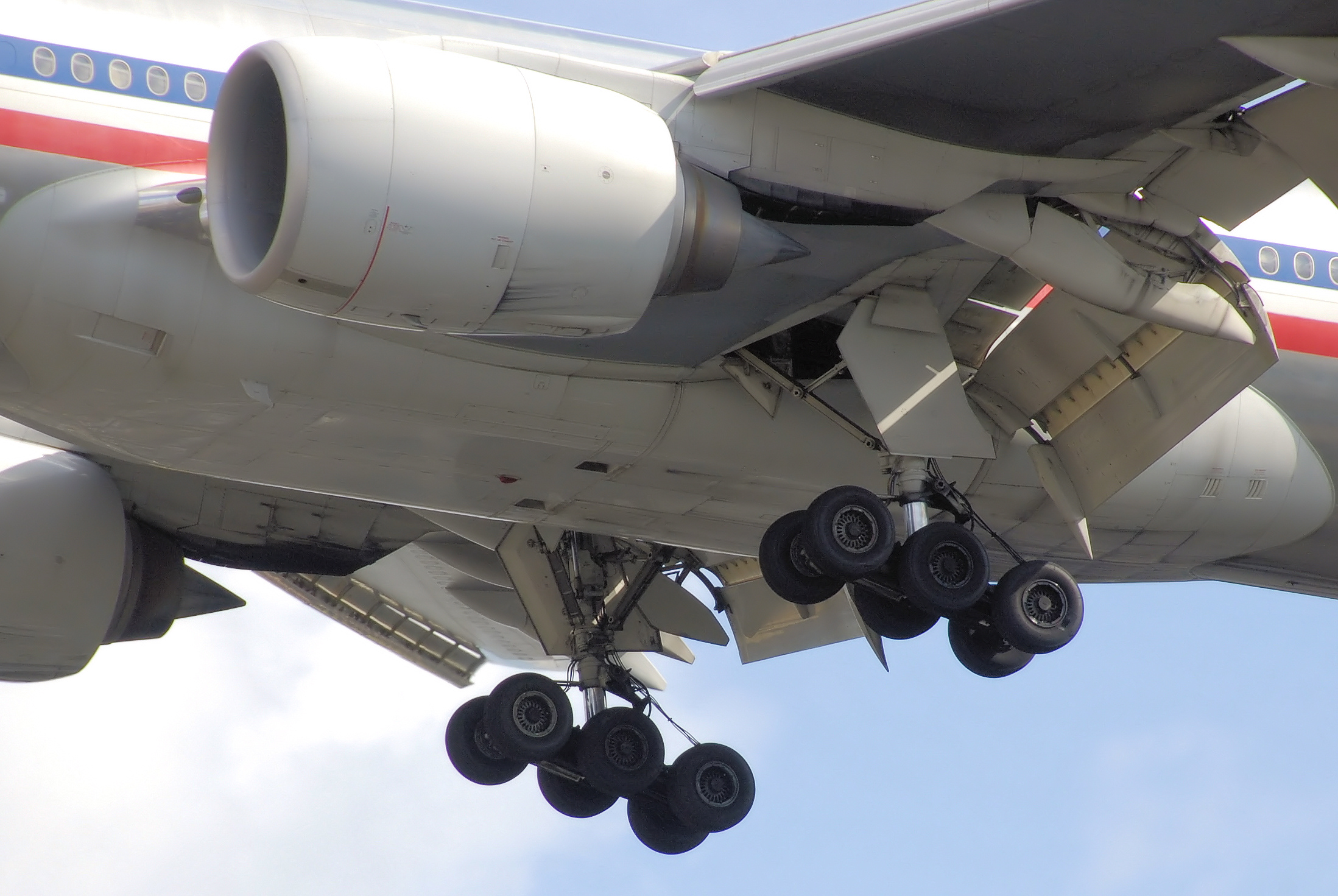
Двигатели, выпущенные предкрылки, закрылки и шасси на 777-200ER American Airlines

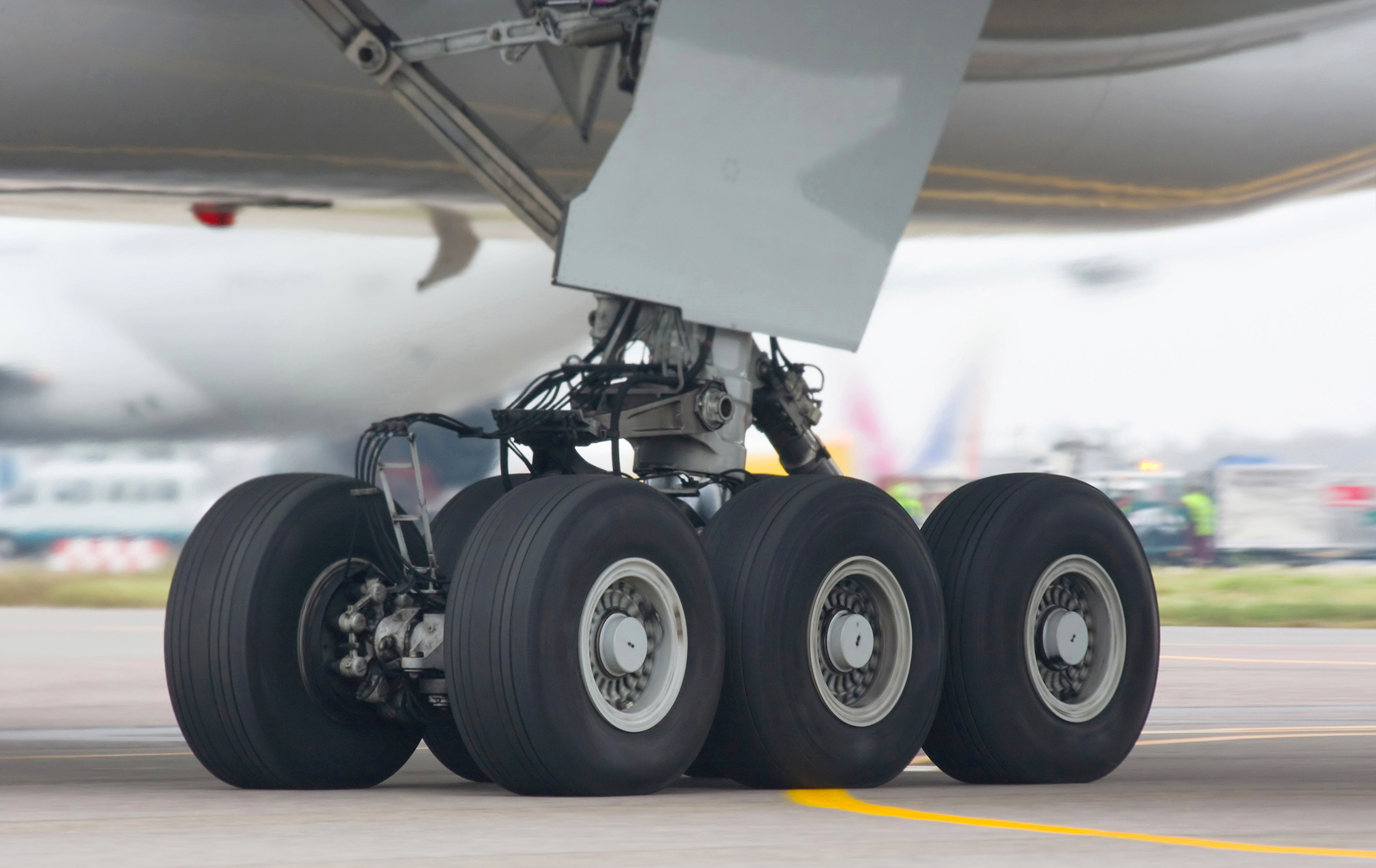
Шестиколёсная основная опора шасси

Компания Boeing представила ряд передовых технологий по проекту 777, включая полностью цифровую электродистанционную систему управления fly-by-wire, полностью программируемую авионику, стеклянную кабину с жидкокристаллическими дисплеями Honeywell; оптоволоконная сеть авионики на коммерческом авиалайнере была проведена впервые . При этом Boeing использовал уже известные разработки из отменённого проекта регионального самолёта Boeing 7J7, что имел подобный уровень технологий.
В 2003 году компания Boeing в качестве опции начала предлагать электронные журналы полётов вместо бумажных.

### Планер и системы самолёта

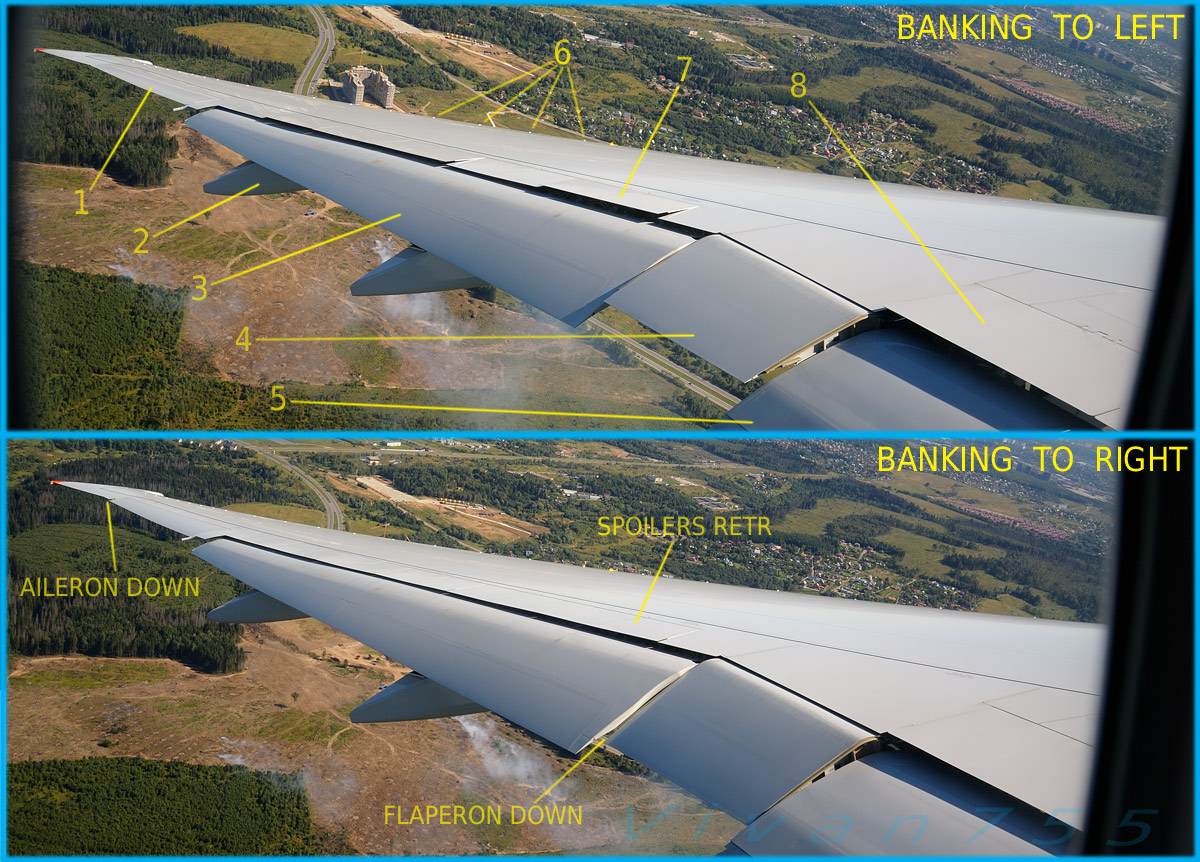
Крыло Boeing 777 с выпущенными закрылками при кренении влево и вправо

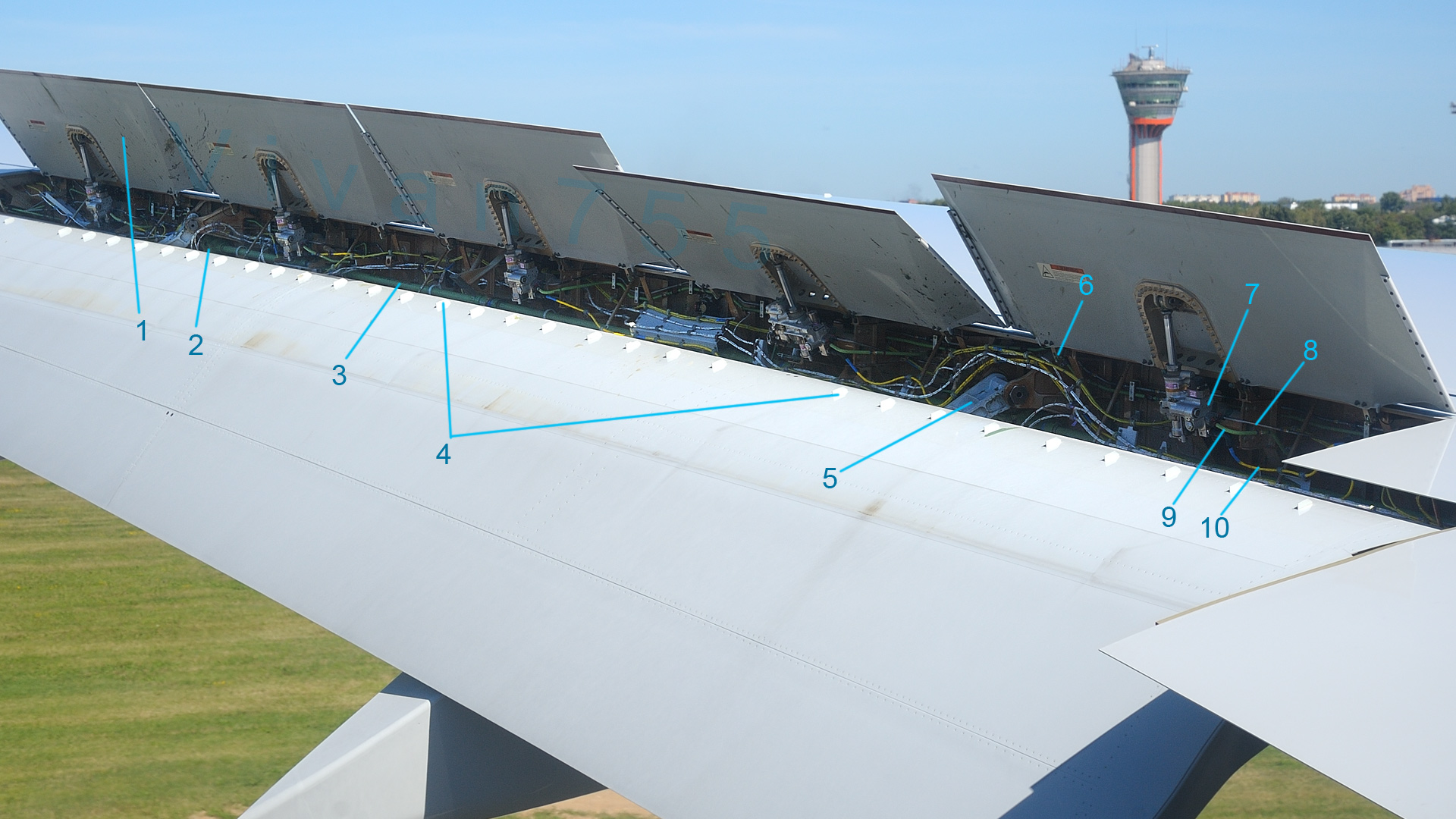
Крыло Boeing 777 при полностью выпущенных спойлерах

Конструкция планера самолёта включает в себя использование композиционных материалов, которые составляют 9 % от веса конструкции. Из таких материалов сделаны в том числе пол салона и элементы управления (руль направления, рули высоты, элероны и др.). Главная часть фюзеляжа имеет круглое сечение и сзади переходит в лезвиеподобный хвостовой конус, в котором расположена вспомогательная силовая установка.
Крыло Boeing 777 имеет сверхкритический профиль, оптимизированный для крейсерской скорости, соответствующей M=0,83 (после испытаний показатель был пересмотрен в сторону повышения до M=0,84). Конструкция крыла имеет бо́льшую толщину и размах, чем у предыдущих авиалайнеров, что позволило увеличить дальность и полезную нагрузку, повысить лётные характеристики и увеличить крейсерскую высоту полёта. При запуске проекта самолёта было предложено разработать складное крыло (англ. Folding wingtips), чтобы авиакомпании могли использовать ангары для небольших самолётов, но ни одна авиакомпания не согласилась на этот вариант.
Авиалайнер также имеет самые крупные стойки шасси и самые большие шины, которые когда-либо использовались в коммерческих реактивных авиалайнерах. Каждая шина из основной шестиколёсной стойки шасси 777-300ER может выдержать нагрузку в 27 тонн, что больше, чем нагрузка на шину у самолёта Boeing 747-400.
Самолёт имеет три резервных гидравлических системы, из которых для посадки нужна всего одна.
В обтекателе крыла под фюзеляжем расположена аварийная авиационная турбина — небольшой ветрогенератор, выдвигающийся из самолёта при аварийных ситуациях для обеспечения минимального электропитания.

### Электродистанционная система управления
При проектировании 777, своего первого коммерческого авиалайнера с электродистанционной системой управления fly-by-wire, было решено оставить привычные штурвальные колонки, в отличие от РУСов, используемых во многих истребителях с системой управления fly-by-wire и в большинстве авиалайнеров Airbus.
Наряду с традиционной системой управления с помощью штурвалов, кабина имеет упрощённую компоновку, которая сохраняет схожесть с предыдущими моделями Boeing.
Система управления fly-by-wire также оборудована системой защиты параметров полёта, которая следит за тем, чтобы движения пилотов на рычагах управления не выходили за установленные пределы полётной конфигурации и которая предотвращает опасные манёвры. Эта система может быть отключена по команде пилота, если это будет признано необходимым.

### Интерьер
Интерьер 777, также известный как Boeing Signature Interior, выполнен в кривых линиях, с увеличенными полками для багажа и непрямым освещением (англ. Indirect Illumination). Конфигурация кресел колеблется от 3 в ряд в первом классе до 10 в экономклассе. Размер иллюминаторов — 380×250 мм — был крупнейшим из всех коммерческих авиалайнеров до появления 787. Планировка салона позволяет авиакомпаниям быстро перемещать сиденья, кухни и туалеты в зависимости от желаемой конфигурации. Некоторые самолёты оборудованы VIP-салонами для чартерных рейсов. Инженеры Boeing разработали новый гидравлический шарнир крышки унитаза, который закрывается медленно.
7 июля 2011 года появилось сообщение, что Boeing решил заменить Signature Interior в модели 777 новым интерьером от 787, согласно программе унифицирования (common cabin experience) всех платформ Boeing.

### Удобства для экипажа

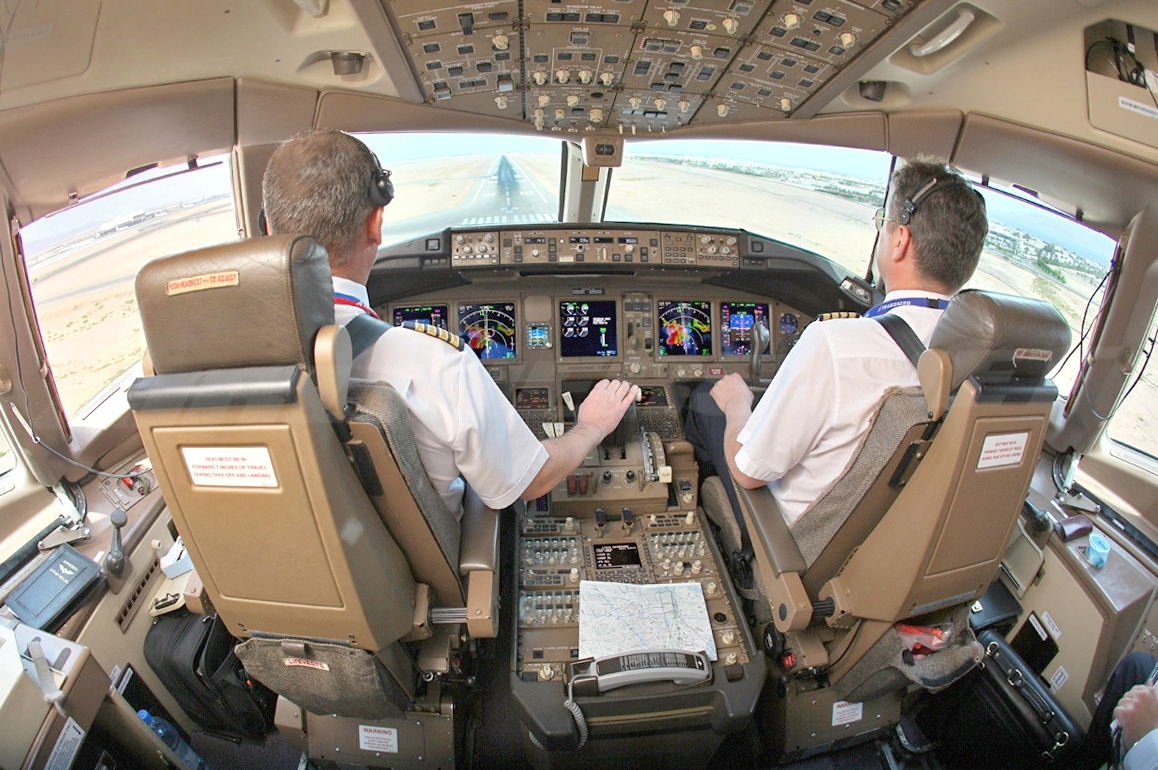
Кабина экипажа Boeing 777-200

Boeing 777 во всех модификациях является дальнемагистральным лайнером, способным обслуживать беспосадочные коммерческие рейсы продолжительностью до 18 часов. Однако правила различных авиационных регулирующих органов, профессиональных и профсоюзных организаций ограничивают время непрерывной работы экипажа и бортпроводников. Для отдыха пилотов обычно резервируются места в бизнес-классе или устанавливаются специальные контейнеры в багажном отделении, оборудованные спальными местами и связью с кабиной и салоном самолёта. Подобные решения сокращают пассажировместимость или объём перевозимого груза. Поэтому в 2003 году Boeing предложил оригинальное решение — использовать для этой цели пространство между багажными полками и фюзеляжем (англоязычные инженеры называют эту часть самолёта «короной»). Подобный тип интерьера внедряется и на других узко- и широкофюзеляжных моделях Boeing, включая 737NG, 747-400, 757-300 и новые модели 767, а также все модели 767-400ER.
В самолётах Boeing 777-200ER, −200LR и −300ER в передней части самолёта над салоном первого класса установлен отсек для отдыха пилотов. Он включает в себя два комфортабельных кресла, 2 или 3 спальных места, разделённых перегородками, шкаф, телевизор и умывальник. Вход в этот отсек осуществляется по лестнице, расположенной у двери № 1 (передняя левая дверь). Такое решение позволяет освободить от 4 до 7 мест в бизнес-классе.
Места для отдыха бортпроводников оборудуются также в пространстве между пассажирским салоном и фюзеляжем, но в задней части самолёта. На модификациях −200ER и −200LR вход осуществляется по лестнице в центральной части самолёта, а сам отсек рассчитан на 6 или 7 бортпроводников. В модификации −300ER авиакомпания может заказать отсек вместимостью от 6 до 10 человек. Вход в зависимости от количества мест осуществляется через дверь либо в центральной части самолёта (6-7 мест), либо в хвосте (8-10 мест). Отсек оборудован спальными местами, освещением и связью с салоном.
Установка мест для отдыха экипажа потребовала перекомпоновки надсалонного пространства, перетрассировки кабелей и магистралей и даже разработки некоторых новых систем.
В грузовой модификации 777F всё внутреннее пространство фюзеляжа полностью занято грузовыми отсеками, поэтому для отдыха экипажа и размещения курьеров предусмотрены 4—5 комфортабельных кресел позади кабины пилотов.

## Модификации
| Код ИКАО | Модель(-и)            |
| -------- | --------------------- |
| B772     | Boeing 777-200/200ER  |
| B77L     | Boeing 777-200LR/777F |
| B773     | Boeing 777-300        |
| B77W     | Boeing 777-300ER      |

Для обозначения моделей 777 Boeing использует две характеристики, длину фюзеляжа и дальность. Длина фюзеляжа определяет количество пассажиров или объём груза, которые может перевезти самолёт. 777-200 и его варианты являются базовыми моделями, модель 777-300 появилась в 1998 году и является удлинённой базовой моделью. С точки зрения дальности полёта, самолёты разделены на три категории (сегмента):
- Сегмент A: не менее 4200 морских миль,[34]
- Сегмент B: не менее 6600 морских миль,[34]
- Сегмент C: не менее 7800 морских миль.[35]

При упоминании различных вариантов Boeing и авиакомпании часто сокращают обозначение модели (777) и индекс модификации (-200 или -300) в одно обозначение (например, 772 или 773). Система обозначения типа воздушного судна ИКАО предусматривает добавление буквы названия производителя к индексу модели (например, B772 или B773). Добавление индекса дальности является произвольным (например, 777-300ER может обозначаться «773ER», 773B, 77W, или B77W). Эти обозначения также используются в руководстве по лётной эксплуатации и расписаниях авиакомпаний.
Условно модификации Boeing 777 делят на 3 поколения: 1-е (777-200, 777-200ER и 777-300), оснащаемое двигателями GE90, PW4000 и Trent 800, 2-е (777-300ER, 777-200LR и 777F), оснащаемое только улучшенными версиями GE90, и 3-е (777-8 и 777-9), оснащаемое только двигателями GE9X.

### Boeing 777-200

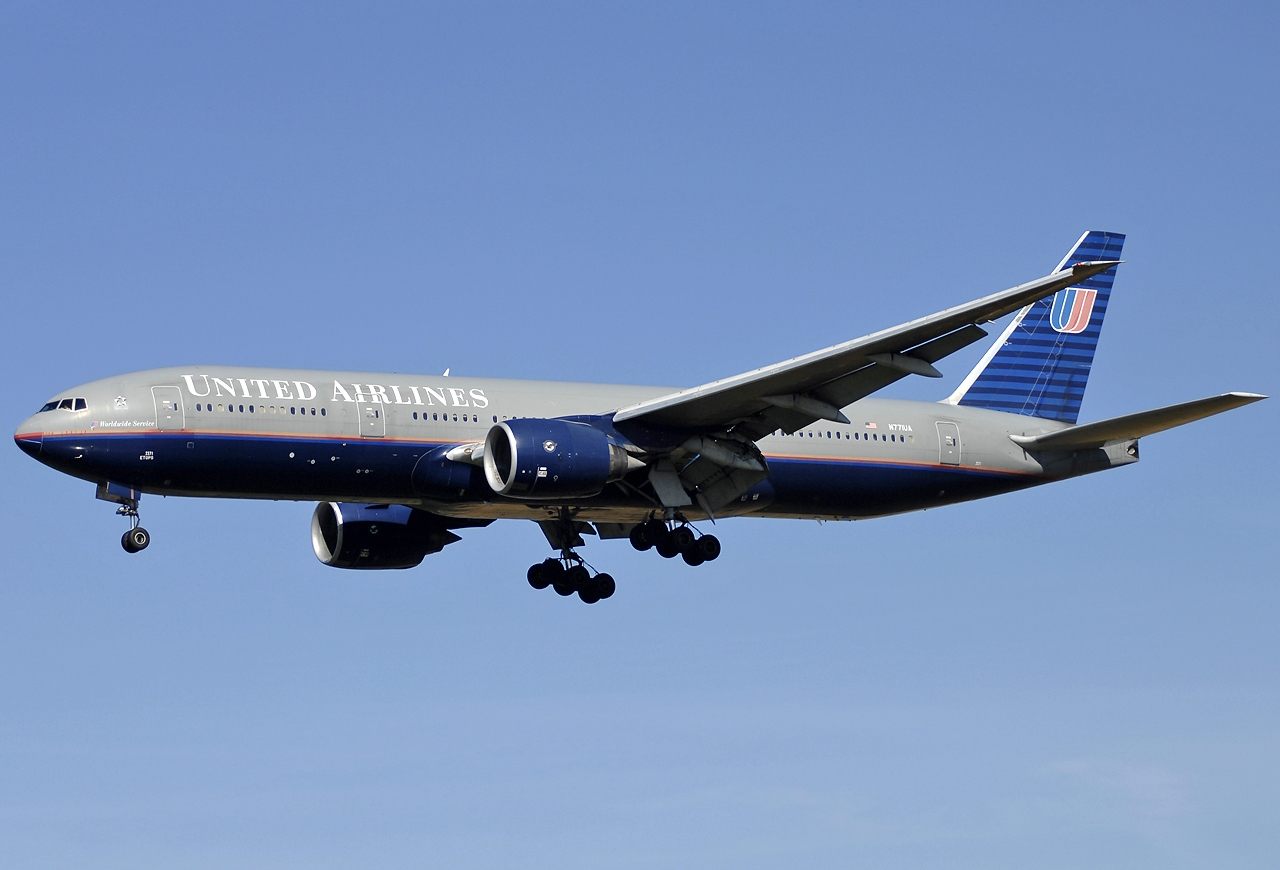
777-200 United Airlines

777-200 была первой модификацией самолёта и предназначалась для Сегмента А. Первый 777-200 был передан авиакомпании United Airlines 15 мая 1995 года. При дальности 5235 морских миль (9700 километров) модификация 777-200 была ориентирована преимущественно на внутренних перевозчиков США. Всего десяти заказчикам было передано 88 различных самолётов модификации 777-200. На июль 2010 года 62 из них находились в эксплуатации.
Конкурирующей моделью компании Airbus является A330-300.

### Boeing 777-200ER

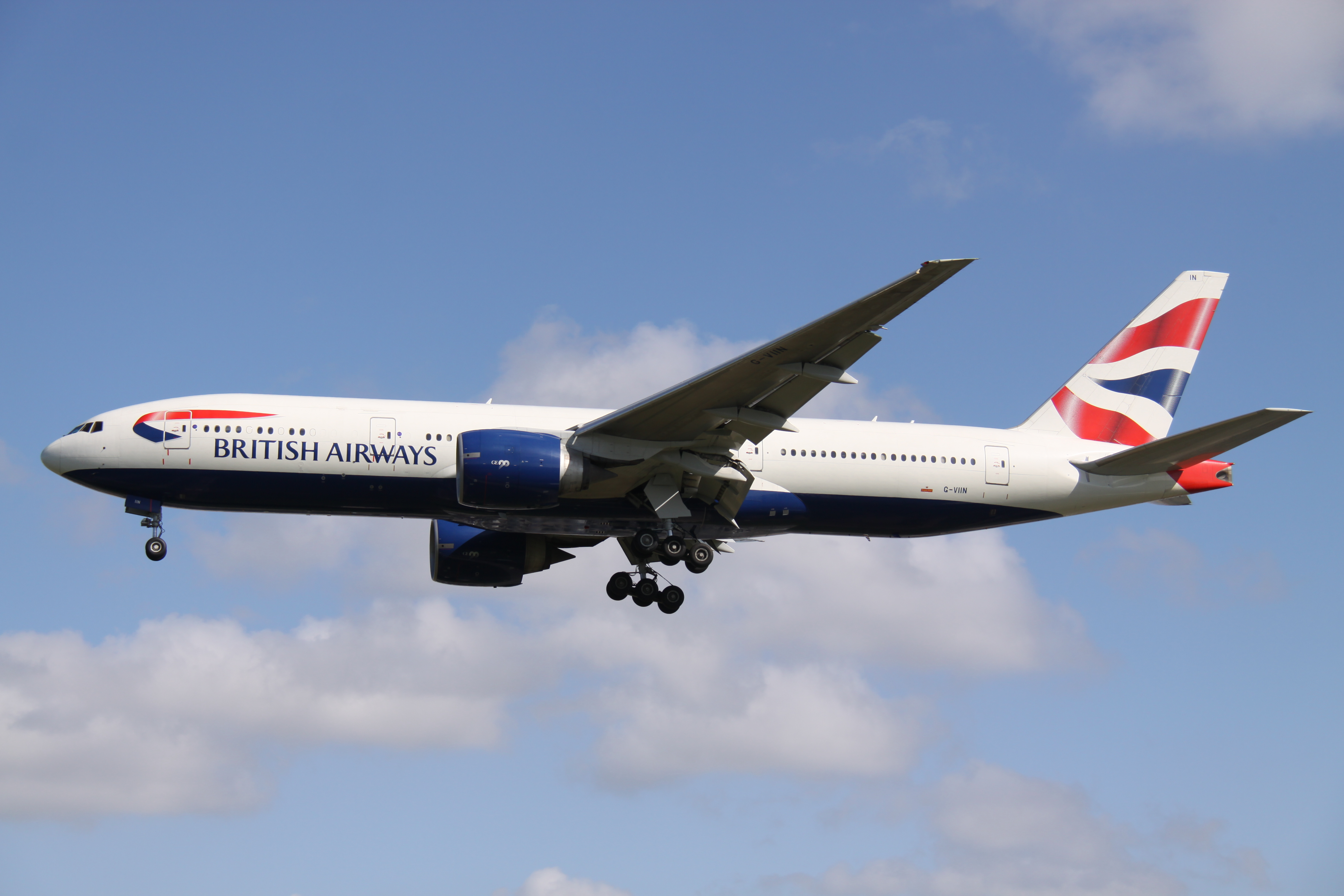
777-200ER British Airways

Модификация 777-200ER («ER» означает Extended Range, повышенная дальность) предназначалась для Сегмента B и изначально обозначалась как 777-200IGW (Increased Gross Weight — увеличенный взлётный вес). У 777-200ER увеличен запас топлива и максимальный взлётный вес по сравнению с модификацией 777-200. Предназначенная для международных перевозчиков и трансатлантических перелётов, модификация 777-200ER имеет максимальную дальность 7725 морских миль (14 305 километров). Помимо самого продолжительного полёта в восточном направлении, 777-200ER также установила рекорд аварийного полёта по стандарту ETOPS (177 минут на одном двигателе) — рейс авиакомпании United Airlines с 255 пассажирами на борту 17 марта 2003 года.
Первый 777-200ER был передан авиакомпании British Airways 6 февраля 1997 года. На сентябрь 2010 года 33 различным заказчикам было передано 415 самолётов модификации 777-200ER, что сделало 777-200ER самым продаваемым 777-м на тот момент.
На июль 2010 года 434 самолёта находились в эксплуатации.
Конкурирующей моделью компании Airbus является Airbus A330-300.

### Boeing 777-200LR

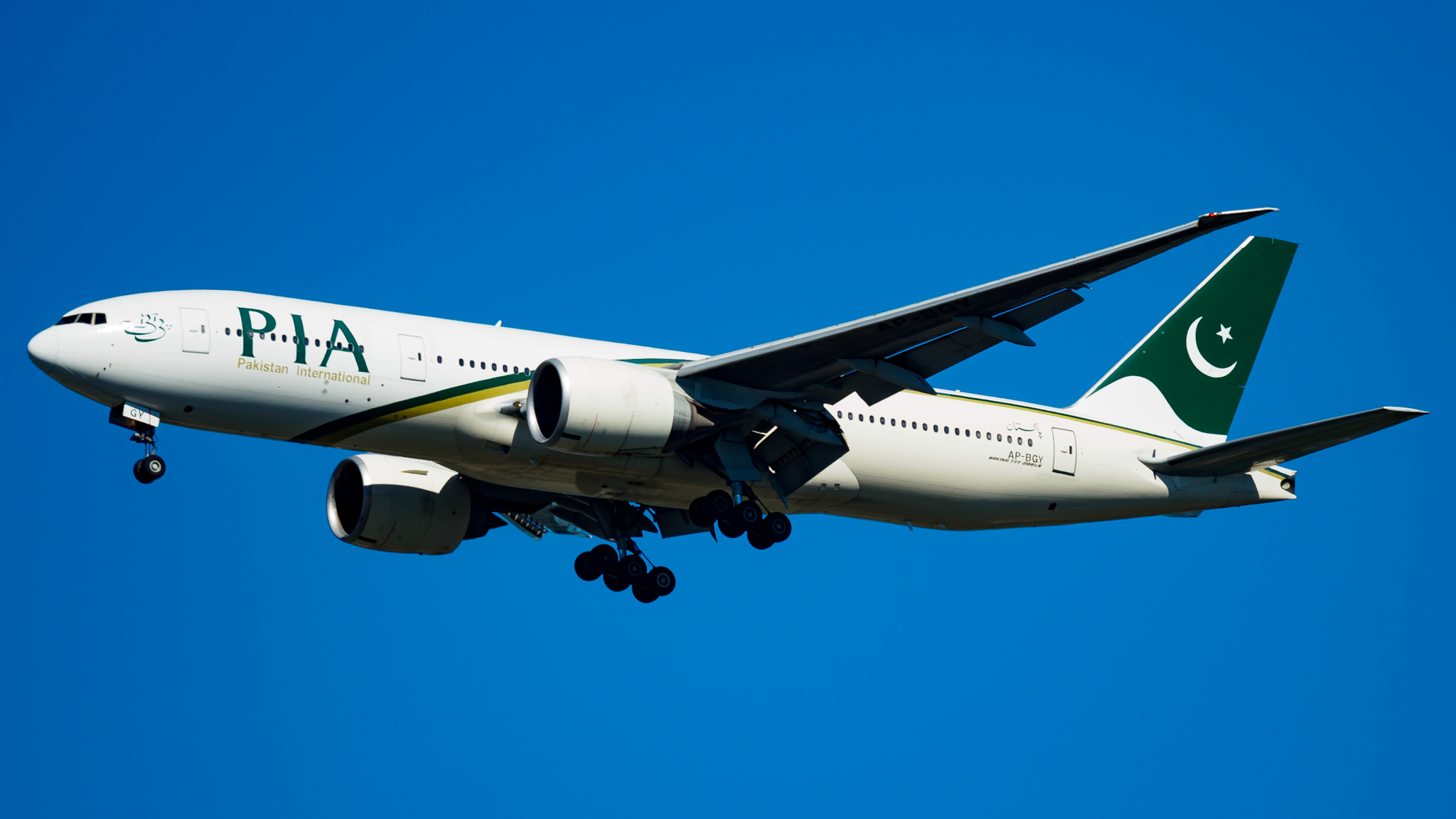
Первый выпущенный 777-200LR PIA

777-200LR («LR» означает «Longer Range» — бо́льшая дальность), модель для Сегмента C, в 2006 году стала самым «дальнобойным» коммерческим авиалайнером в мире. Boeing назвал эту модель Worldliner, указывая на возможность авиалайнера соединить практически любые два аэропорта. При этом самолёт по-прежнему попадает под ограничения ETOPS.
Модификация имела наибольшую дальность полёта среди коммерческих авиалайнеров — дальность полёта составляет 8555 морских миль (15 843 километров). Модификация 777-200LR предназначена для сверхдлинных рейсов, таких как Лос-Анджелес—Сингапур, Даллас—Токио или Доха—Окленд.
В конце 2005 года Boeing 777-200LR, на борту которого находилось 8 пилотов и 27 пассажиров, пролетел из Гонконга в Лондон c востока на запад. В общей сложности самолёт пробыл в воздухе 22 часа и 42 минуты и пролетел 21 602 километра. Это самый дальний перелёт, когда-либо совершённым коммерческим авиалайнером.
Разрабатывавшийся одновременно с 777-300ER, 777-200LR имеет увеличенный максимальный взлётный вес и три дополнительных топливных бака в заднем багажном отделении. Другими отличительными чертами являются скошенные законцовки крыла, новые опоры шасси и усиленный планер. Как и модификации 777-300ER и 777F, 777-200LR имеет удлинённые на 3,9 м законцовки крыла. Первый 777-200LR был передан авиакомпании Pakistan International Airlines 26 февраля 2006 года. На сентябрь 2010 года шести различным заказчикам было поставлено 45 самолётов 777-200LR, 11 заказов были не заполнены.
Конкурентом от компании Airbus является модель Airbus A350 ULR.

### Boeing 777-300

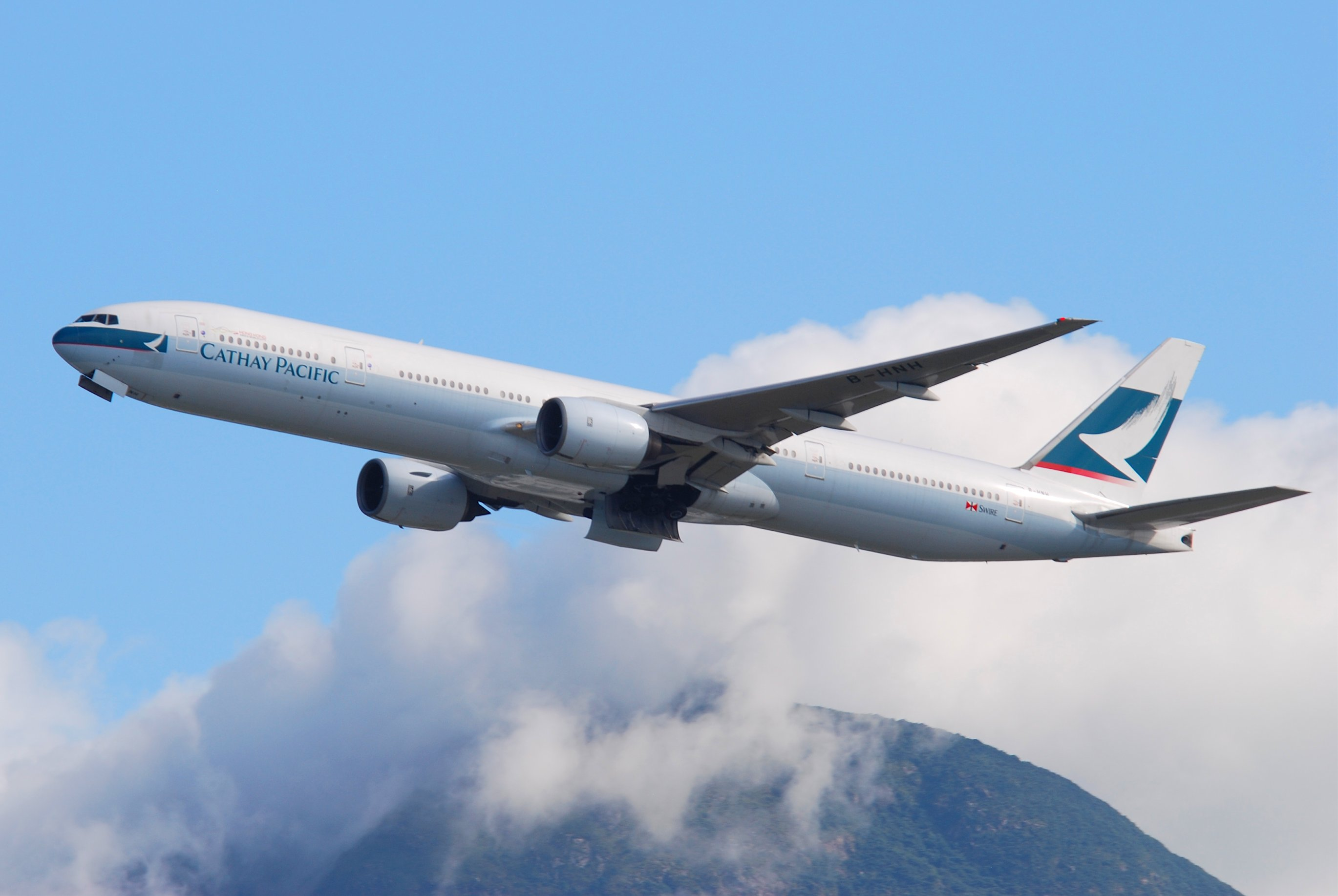
777-300 Cathay Pacific

Удлинённая версия 777-300 была предназначена для замены в Сегменте A самолётов Boeing 747-100/200. По сравнению со старыми модификациями Boeing 747-го удлинённая версия имеет схожую пассажировместимость и дальность, однако расходует на треть меньше топлива и имеет на 40 % меньшие эксплуатационные расходы. Фюзеляж 777-300 удлинён на 10 метров по сравнению с базовой модификацией 777-200, что позволяет разместить до 550 пассажиров в одноклассной конфигурации, востребованной на сильно загруженных японских рейсах. Большая длина 777-300 заставила разработчиков предусмотреть лыжу под хвостом для защиты от удара о землю и камеры для маневрирования на перроне. Максимальная дальность модификации составляет 6005 морских миль (11 120 километров), что позволяет 777-300 обслуживать сильно загруженные направления, ранее обслуживавшейся моделью 747.
Первый 777-300 был передан авиакомпании Cathay Pacific 21 мая 1998 года. Восемь различных клиентов купили 60 самолётов 777-300. На июль 2010 года все самолёты находились в эксплуатации. Однако после запуска в 2004 году модели 777-300ER повышенной дальности все клиенты изменили заказ на эту модификацию.
В модельной гамме Airbus нет прямого конкурента 777-300, но Airbus в качестве конкурента называет модель Airbus A340-600.

### Boeing 777-300ER

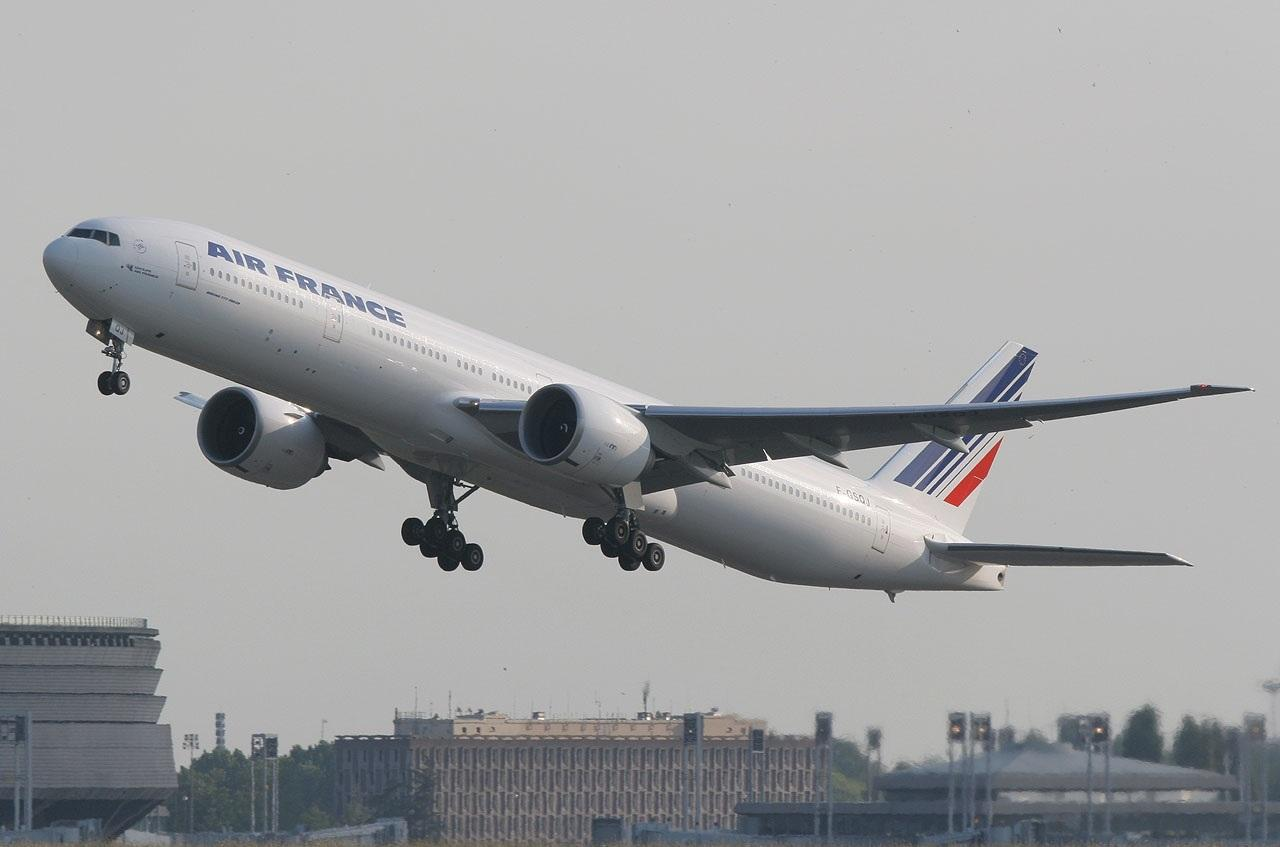
777-300ER Air France

777-300ER («ER» означает Extended Range, повышенная дальность) является модификацией 777-300 для Сегмента B. Модификация имеет скошенные и удлинённые законцовки крыла, новые основные стойки шасси, усиленную переднюю стойку и специально добавленные топливные баки. У модификации 777-300ER также усилены фюзеляж, крылья, оперение и пилоны двигателей. Стандартные для этой модели турбовентиляторные двигатели GE90-115B на сегодняшний день являются самыми мощными реактивными двигателями в мире и имеют максимальную тягу 513 кН. Максимальная дальность составляет 7370 морских миль (13 649 километров), что стало возможным благодаря увеличенным максимальному взлётному весу и запасу топлива. Дальность 777-300ER с полной загрузкой увеличена приблизительно на 34 % по сравнению с модификацией 777-300. После лётных испытаний, внедрения новых двигателей, крыльев и увеличения взлётного веса расход топлива снизился на 1,4 %.
Первый 777-300ER был передан авиакомпании Air France 29 апреля 2004 года. В сентябре 2010 года 777-300ER стал самой продаваемой модификацией Boeing 777, превзойдя 777-200ER, и основным конкурентом Airbus A340. Использование двухдвигательной схемы позволяет снизить эксплуатационные расходы на 8-9 % по сравнению с A340-600, а по сравнению с 747-400 расход топлива снижен на 20 %. Некоторые авиакомпании в разгар топливного кризиса начали закупать 777-300ER в качестве замены модели 747-400. На сентябрь 2018 года заказчику поставлено 789 самолётов 777-300ER. На июль 2010 года эксплуатируется 237 самолётов этой модификации.
Прямым конкурентом 777-300ER является Airbus A340-600HGW, и, в меньшей мере, Airbus A350-1000.

### Boeing 777 Freighter

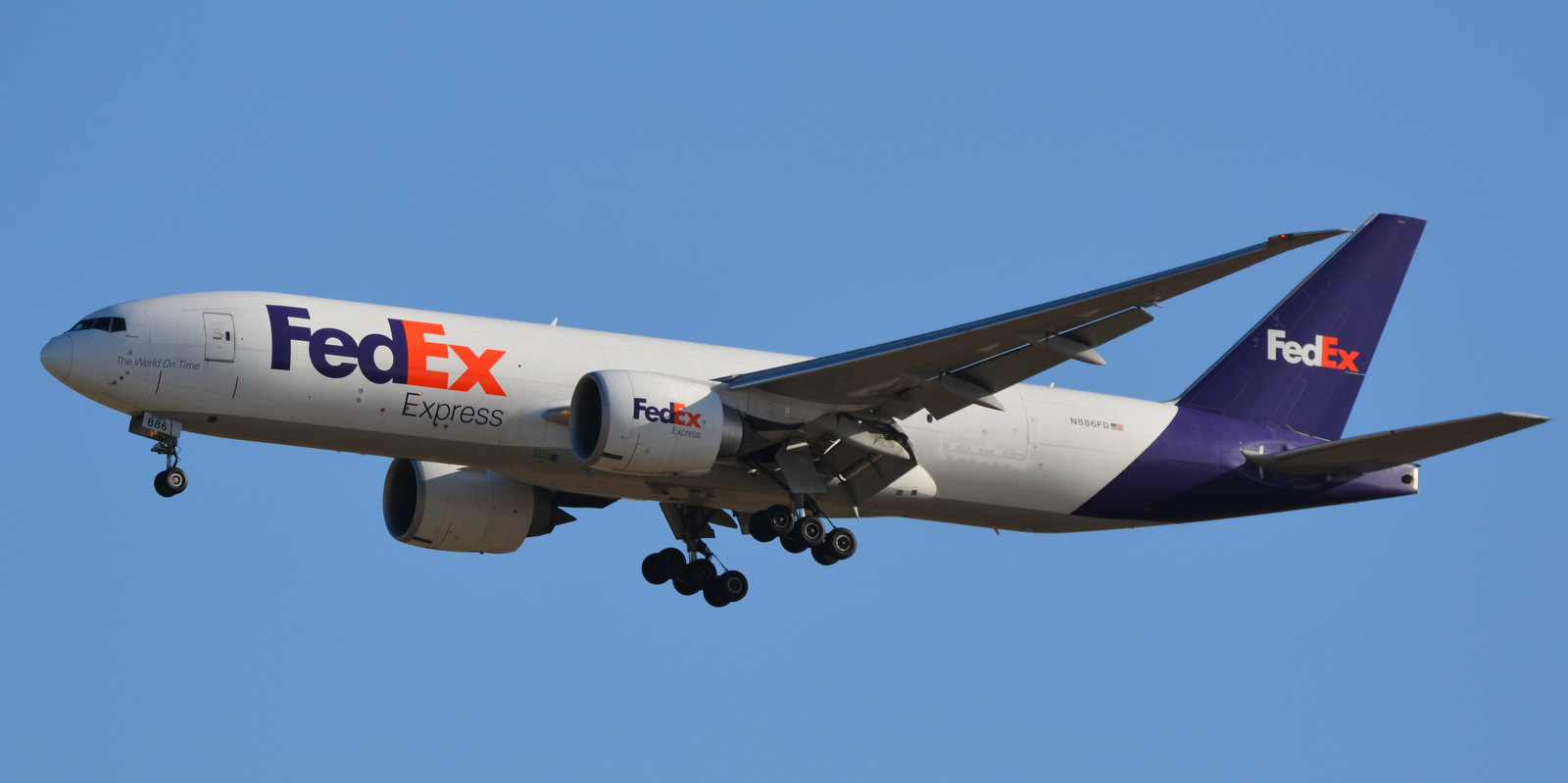
777F FedEx

777 Freighter (777F) является грузовой модификацией модели 777. В нём применены планер и двигатели модификации 777-200LR при запасе топлива, как у модификации 777-300ER. Максимальная полезная нагрузка в 103 тонны делает его прямым конкурентом 747-200F (110 тонн). С максимальной нагрузкой самолёт имеет дальность 9047 км. При снижении нагрузки дальность может быть увеличена.
Поскольку самолёт обладает лучшими эксплуатационными характеристиками по сравнению с существующими грузовыми самолётами, авиакомпании планируют заменять модификацией Boeing 777F самолёты Boeing 747-200F и MD-11F.
Первый 777F был передан авиакомпании Air France 19 февраля 2009 года. На сентябрь 2010 года семи различным заказчикам были переданы 36 грузовых модификаций при 42 незаполненных заказах. На июль 2010 года 23 Boeing 777F эксплуатировались коммерческими операторами.
В 2000-х годах Boeing также изучал возможность конвертирования пассажирских модификаций 777-200ER и 777-200 в грузовые под названием 777 Boeing Converted Freighter или 777 BCF. Компания вела переговоры с несколькими авиакомпаниями и планировала предложить конверсионную модификацию в начале 2011 года. Наиболее вероятными покупателями являлись FedEx, UPS Airlines и GE Capital Aviation Services.

### Заправщик Boeing 777 (KC-777)
KC-777 — проект самолёта-заправщика на базе Boeing 777. В сентябре 2006 года Boeing объявил о готовности производить KC-777, если ВВС США потребуется самолёт-заправщик большего размера, чем KC-767. Заправщик на базе Boeing 777 также мог бы перевозить больший объём грузов или большее количество личного состава. Однако вместо этого в апреле 2007 года Boeing предложил модификацию KC-767 Advanced Tanker на тендер ВВС США KC-X.

### Boeing 777X
В 2013 году была запущена программа проектирования нового поколения авиалайнеров 777 серии — Boeing 777X. Компания Boeing предполагает начать серийное производство этих лайнеров к 2020 году.
По утверждению «Боинг», 777X будет «самым большим и экономичным двухдвигательным авиалайнером в мире». В нём будут использованы технологии, отработанные на модели 787 Dreamliner. Новая серия призвана конкурировать с моделями Airbus A350−1000. Лайнер получит новое композитное крыло с лучшим аэродинамическим качеством. Также 777X получит улучшения в кабине, связанных преимущественно с расширением возможности автоматики, новыми дисплеями, а также индикаторами на лобовом стекле.
В новую серию войдут три модели — 777-8X, 777-9X и, в отдалённом будущем, 777-8XL и 777-10X.
Модель 777-8X приходит на смену модели 777-200ER. Самолёт, удлинённый на 10 шпангоутов по сравнению с 777-200ER, будет иметь длину 69,55 м и максимальную взлётную массу 315 т. Вместимость самолёта составляет 353 пассажира в двух-классовой компоновке. Он предлагается в качестве прямого конкурента лайнеру A350-1000.
Модель 777-9X заменит 777-300ER. Самолёт, удлинённый на 4 шпангоута по сравнению с 777-300ER, будет иметь длину 76,5 м (на 20 см больше самого длинного в настоящий момент 747-8) и максимальную взлётную массу 344 т. Вместимость самолёта составляет 407 пассажиров в двух-классовой компоновке. Он будет прямой заменой лайнерам A340-600 и −500 ,777-300 и −300ER а также 747-400.
Модель 777-8XL заменит 777-200LR. Так же, как и предшественник, он получит фюзеляж того же размера, что и младшая модель, и полную массу, как у старшей. Точные технические характеристики пока не опубликованы.
Модель 777-10X — проект, созданный для замены Boeing 747. Удлинённый до 80,0 м самолёт будет вмещать 450 пассажиров в двух-классовой компоновке. Несколько авиакомпаний заявили, что хотели бы иметь в парке такой самолёт, но проект пока официально не анонсирован.
Все три модели будут оснащаться двигателями General Electric GE9X, самыми большими в мире.

## Лётно-технические характеристики
| Характеристики                                 | 777-200                                      | 777-200ER                                    | 777-200LR                     | 777 Freighter      | 777-300                                      | 777-300ER                     | 777-8X                     | 777-9X                     |
| ---------------------------------------------- | -------------------------------------------- | -------------------------------------------- | ----------------------------- | ------------------ | -------------------------------------------- | ----------------------------- | -------------------------- | -------------------------- |
| Экипаж                                         | 2                                            | 2                                            | 2                             | 2                  | 2                                            | 2                             | 2                          | 2                          |
| Длина                                          | 63,7 м                                       | 63,7 м                                       | 63,7 м                        | 63,7 м             | 73,9 м                                       | 73,9 м                        | 69,5 м                     | 76,5 м                     |
| Размах крыла                                   | 60,9 м                                       | 60,9 м                                       | 64,8 м                        | 64,8 м             | 60,9 м                                       | 64,8 м                        | 72,75 м (64,82 м на земле) | 72,75 м (64,82 м на земле) |
| Стреловидность                                 | 31,64°                                       | 31,64°                                       | 31,64°                        | 31,64°             | 31,64°                                       | 31,64°                        | 31,64°                     | 31,64°                     |
| Высота                                         | 18,5 м                                       | 18,5 м                                       | 18,6 м                        | 18,6 м             | 18,5 м                                       | 18,5 м                        | н.д.                       | н.д.                       |
| Ширина фюзеляжа                                | 6,19 м                                       | 6,19 м                                       | 6,19 м                        | 6,19 м             | 6,19 м                                       | 6,19 м                        | 6,19 м                     | 6,19 м                     |
| Ширина салона                                  | 5,86 м                                       | 5,86 м                                       | 5,86 м                        | 5,86 м             | 5,86 м                                       | 5,86 м                        | 5,98 м                     | 5,98 м                     |
| Пассажировместимость                           | 305 (3 класса) 324 (2 класса) 440 (максимум) | 305 (3 класса) 324 (2 класса) 440 (максимум) | 301 (3 класса) 440 (максимум) | Грузовой           | 368 (3 класса) 392 (2 класса) 550 (максимум) | 365 (3 класса) 550 (максимум) | 350-375 (3 класса)         | 400-425 (3 класса)         |
| Объём грузового отсека                         | 150 м³                                       | 150 м³                                       | 150 м³                        | 636 м³             | 200 м³                                       | 200 м³                        |                            |                            |
| Максимальная взлётная масса                    | 247 210 кг                                   | 297 560 кг                                   | 347 450 кг                    | 347 450 кг         | 299 370 кг                                   | 351 534 кг                    | 315 т                      | 344 т                      |
| Масса пустого                                  | 139 225 кг                                   | 142 900 кг                                   | 148 181 кг                    | 148 181 кг         | 160 120 кг                                   | 166 881 кг                    |                            |                            |
| Запас топлива                                  | 117 000 л                                    | 171 160 л                                    | 202 290 л                     | 181 280 л          | 171 160 л                                    | 181 280 л                     |                            |                            |
| Максимальная крейсерская скорость              | 905 км/ч (М. 0.83)                           | 905 км/ч (М. 0.83)                           | 905 км/ч (М. 0.83)            | 905 км/ч (М. 0.83) | 905 км/ч (М. 0.83)                           | 905 км/ч (М. 0.83)            | 905 км/ч (М. 0.83)         | 905 км/ч (М. 0.83)         |
| Максимальная скорость                          | 965 км/ч                                     | 965 км/ч                                     | 945 км/ч                      | 945 км/ч           | 945 км/ч                                     | 945 км/ч                      | 945 км/ч                   | 945 км/ч                   |
| Дальность полёта с макс. полезной нагрузкой    | 6020 км                                      | 10 740 км                                    | 13 890 км                     | 9065 км            | 7035 км                                      | 10 190 км                     |                            |                            |
| Максимальная дальность полёта                  | 9695 км                                      | 14 260 км                                    | 17 500 км                     | 9065 км            | 11 135 км                                    | 14 685 км                     | 16 110 км                  | 14 075 км                  |
| Длина ВПП (при макс. взлётном весе) ISA+15 MSL | 2500 м                                       | 3536 м                                       | 3536 м                        | 3536 м             | 3410 м                                       | 3200 м                        | N/A                        | N/A                        |
| Практический потолок                           | 13 140 м                                     | 13 140 м                                     | 13 140 м                      | 13 140 м           | 13 140 м                                     | 13 140 м                      | 13 140 м                   | 13 140 м                   |
| Двигатели (× 2)                                | PW 4077 RR 877 GE90-77B                      | PW 4090 RR 892 RR 895 GE90-94B               | GE90-110B GE90-115B           | GE90-110B          | PW 4098 RR 892 GE90-94B                      | GE90-115B                     | GE9X                       | GE9X                       |
| Тяга (× 2)                                     | PW: 330 кН RR: 330 кН GE: 330 кН             | PW: 400 кН RR: 420 кН GE: 410 кН             | GE: 480 кН GE: 510 кН         | GE: 480 кН         | PW: 430 кН RR: 400 кН GE: 410 кН             | GE: 510 кН                    | GE: 476 кН                 | GE: 476 кН                 |
| Год ввода в эксплуатацию                       | 1995                                         | 1997                                         | 2006                          | 2009               | 1998                                         | 2004                          | Неизвестно                 | ~2026                      |

## Заказы и поставки
Заказы и поставки на конец июня 2018 года
|           | Всего заказов | Всего поставок |
| 777-200   | 88            | 88             |
| 777-200ER | 422           | 422            |
| 777-200LR | 61            | 59             |
| 777-300   | 60            | 60             |
| 777-300ER | 837           | 789            |
| 777F      | 194           | 141            |
| 777X      | 326           | -              |
| Всего     | 1988          | 1559           |

|          |           | 1990-94 | 1995 | 1996 | 1997 | 1998 | 1999 | 2000 | 2001 | 2002 | 2003 | 2004 | 2005 | 2006 | 2007 | 2008 | 2009 | 2010 | 2011 | 2012 | 2013 | 2014 | 2015 | 2016 | 2017 | 2018 |       |
| Заказы   | Заказы    | 112     | 101  | 68   | 54   | 68   | 35   | 116  | 30   | 32   | 13   | 42   | 153  | 76   | 110  | 39   | 30   | 75   | 194  | 75   | 121  | 283  | 58   | 17   | 60   | 24   | 1,986 |
| Поставки | 777-200   | -       | 13   | 32   | 11   | 10   | 3    | 9    | 3    | -    | 1    | 2    | 3    | -    | 1    | -    | -    | -    | -    | -    | -    | -    | -    | -    | -    | -    | 88    |
| Поставки | 777-200ER | -       | -    | -    | 48   | 50   | 63   | 42   | 55   | 41   | 29   | 22   | 13   | 23   | 19   | 3    | 4    | 3    | -    | 3    | 4    | -    | -    | -    | -    | -    | 422   |
| Поставки | 777-200LR | -       | -    | -    | -    | -    | -    | -    | -    | -    | -    | -    | -    | 2    | 10   | 11   | 16   | 9    | 6    | 1    | 1    | 3    | -    | -    | -    | -    | 59    |
| Поставки | 777-300   | -       | -    | -    | -    | 14   | 17   | 4    | 3    | 6    | 9    | 2    | 4    | 1    | -    | -    | -    | -    | -    | -    | -    | -    | -    | -    | -    | -    | 60    |
| Поставки | 777-300ER | -       | -    | -    | -    | -    | -    | -    | -    | -    | -    | 10   | 20   | 39   | 53   | 47   | 52   | 40   | 52   | 60   | 79   | 83   | 79   | 88   | 65   | 22   | 789   |
| Поставки | 777F      | -       | -    | -    | -    | -    | -    | -    | -    | -    | -    | -    | -    | -    | -    | -    | 16   | 22   | 15   | 19   | 14   | 13   | 19   | 11   | 9    | 3    | 141   |
| Поставки | 777X      | -       | -    | -    | -    | -    | -    | -    | -    | -    | -    | -    | -    | -    | -    | -    | -    | -    | -    | -    | -    | -    | -    | -    | -    | -    | -     |
| Поставки | Поставки  | -       | 13   | 32   | 59   | 74   | 83   | 55   | 61   | 47   | 39   | 36   | 40   | 65   | 83   | 61   | 88   | 74   | 73   | 83   | 98   | 99   | 98   | 99   | 74   | 25   | 1559  |

Boeing 777 заказы и поставки (суммарно по годам):
 Заказы
 Поставки

## Авиационные происшествия
По состоянию на 19 сентября 2023 года в общей сложности в результате катастроф и серьёзных аварий были потеряны 8 самолётов Boeing 777. Boeing 777 пытались угнать 3 раза, при этом никто не погиб. Всего в этих происшествиях погиб 541 человек.
| Дата       | Бортовой номер | Место происшествия | Жертвы  | Краткое описание |
| ---------- | -------------- | ------------------ | ------- | --- |
| 17.01.2008 | G-YMMM         | Лондон             | 0/152   | Не долетел до ВПП из-за образования льда в теплообменнике топливной системы и потери тяги обоих двигателей.                                                                  |
| 29.07.2011 | SU-GBP         | Каир               | 0/317   | Из-за замыкания электропроводки кислородного оборудования начался пожар в кабине экипажа стоящего самолёта.                                                                  |
| 06.07.2013 | HL7742         | Сан-Франциско      | 3/307   | При посадке из-за ошибок экипажа снизился ниже глиссады, врезался хвостом в волнорез у торца ВПП, развернулся на 180° и загорелся.                                           |
| 08.03.2014 | 9M-MRO         | Индийский океан    | 239/239 | Пропал без вести (предполагаемая версия — упал с эшелона из-за самоубийства пилота).                                                                                         |
| 17.07.2014 | 9M-MRD         | под Донецком       | 298/298 | Сбит на эшелоне в районе боевых действий. |
| 08.09.2015 | G-VIIO         | Лас-Вегас          | 0/170   | Во время разгона по ВПП загорелся двигатель № 1, огонь частично сжёг фюзеляж. После ремонта и замены двигателя вернулся в эксплуатацию.                                      |
| 10.02.2016 | VP-BHB         | Карибское море     | 0/371   | Вскоре после взлёта отказал и загорелся двигатель № 1. Во время посадки также загорелись шасси.                                                                              |
| 27.05.2016 | HL7534         | Токио              | 0/319   | Во время разгона по ВПП в двигателе № 1 начался пожар. Прерванный взлёт и эвакуация пассажиров, во время которой пострадало 12 человек.                                      |
| 27.06.2016 | 9V-SWB         | Сингапур           | 0/241   | Аварийная посадка после утечки авиатоплива. После посадки двигатель № 2 загорелся.                                                                                           |
| 03.08.2016 | A6-EMW         | Дубай              | 1+0/300 | Совершил грубую посадку и сгорел. На земле погиб пожарный. |
| 27.09.2017 | A6-ETL         | Абу-Даби           | 0/352   | Отказ двигателя № 1 после взлёта и аварийная посадка. |
| 14.10.2017 | A6-ETR         | Аделаида           | 0/365   | Задымление кабины пилотов, аварийная посадка. |
| 29.11.2017 | 9V-SQK         | Сингапур           | 0/1     | Рядом с самолётом загорелся эвакуатор. |
| 03.09.2019 | VP-BGK         | Шереметьево        | 0/н.д.  | Столкнулся крыльями с Airbus A330 |
| 14.01.2020 | N860DA         | Лос-Анджелес       | 0/165   | Отказ двигателя вскоре после взлёта. Сбросил топливо на населённый район, травмы на земле в виде раздражения кожи из-за попадания авиационного керосина получили 26 человек. |
| 22.07.2020 | ET-ARH         | Шанхай             | 0/н.д.  | Грузовой рейс. Загорелся в аэропорту. |
| 20.02.2021 | N772UA         | Брумфилд           | 0/241   | Отказ и разрушение двигателя № 2 сразу после взлёта, успешная аварийная посадка в Денвере.                                                                                   |
| 21.05.2024 | 9V-SWM         | Мьяунгмья          | 1/229   | Сильная турбулентность. |

### Комментарии
1. ↑  По состоянию на ноябрь 2018 года поиски приостановлены